# Orlando (1911–1962)
Orlando, właśc. Orlando Rosa Pinto (ur. 20 września 1911 w Quatis, zm. 1962) – piłkarz brazylijski grający na pozycji skrzydłowego.

## Kariera klubowa
Orlando występował w latach 1932–1942 w klubie CR Vasco da Gama. Z Vasco da Gama dwukrotnie zdobył mistrzostwo stanu Rio de Janeiro – Campeonato Carioca w 1934 i 1936 roku.

## Kariera reprezentacyjna
W reprezentacji Brazylii Orlando zadebiutował 24 lutego 1935 w wygranym 2-1 meczu z argentyńskim klubem River Plate. Był to udany debiut, gdyż Orlando strzelił pierwszą bramkę. Był to jedyny jego występ w reprezentacji.